# Didier Calmels
Pour les articles homonymes, voir Calmels.
Didier Calmels, né le 16 juillet 1951, est un avocat et entrepreneur français spécialisé dans le domaine des reprises et restructurations d'entreprises endettées. Il est également un pilote automobile français et le cofondateur de l'écurie de Formule 1 Larrousse-Calmels devenue Larrousse.
Il est condamné en 1990 à six ans de prison pour meurtre de son épouse.

## Biographie

### Formation et premier emploi
Didier Calmels étudie le droit et l'économie dans les années 1970. En 1974, il commence sa carrière d'avocat comme employé d'un cabinet d'avocats qui travaille au tribunal de commerce de Paris puis devient syndic à Nanterre. Dans les années 1980, il dirige son propre cabinet d'avocats d'affaires, Calmels Meille Harpillard & Associés. Durant cette période, il se spécialise dans la reprise et la restructuration d'entreprises en difficulté financière. 
Au début des années 1980, il est en relation avec Bernard Tapie dont il est, pendant un temps, le conseiller juridique, donnant ainsi à ce dernier l'accès aux hauts responsables politiques y compris au ministre de la Justice de l'époque.

### Meurtre de 1989
Le 28 février 1989, Didier Calmels tue sa femme avec qui il a plusieurs enfants puis tente de se suicider. Le tribunal concluant qu'il s'agit d'un acte de jalousie, le condamne à six ans de prison en mars 1990. Il est libéré au début de l'année 1992,,.

### D&P Participations
Après sa sortie de prison, il fonde la société d'investissement D&P Participations (pour Développement et Partenariat), à Paris, dont il est toujours le propriétaire majoritaire. Au cours des années suivantes, il travaille de nouveau comme investisseur et restructure des entreprises en difficulté économique. 
Il se fait connaître en 2013 lorsqu'il reprend le plus grand producteur de viande de volaille d'Europe, le Groupe Doux basé à Châteaulin en Bretagne, qui a fait faillite en 2012. Si sa société a parfois détenu plus des deux tiers des actions, en mai 2015, Didier Calmels renonce à la participation majoritaire considérant la restructuration de l'entreprise comme terminée. Il décrit son travail au Groupe Doux comme le plus grand projet de restructuration de sa carrière,.

### Carrière dans la course automobile
Il commence sa carrière de pilote au niveau amateur dans les années 1970. En 1986, grâce à son ami et pilote automobile Philippe Alliot, il rencontre Gérard Larrousse, ancien pilote également qui fut notamment directeur de course de l'équipe de Formule 1 Renault jusqu'en 1985 et a fait un bref parcours dans l'équipe Ligier. C'est avec ce dernier qu'il crée une écurie automobile, Larrousse-Calmels, qui participe au championnat du monde de Formule 1 de 1987 et 1988,. Didier Calmels est alors chargé de la partie marketing de l’écurie. Après son arrestation en mars 1989, Gérard Larrousse reprend ses parts et l'équipe est renommé Larrousse.
Après sa sortie de prison, Didier Calmels s’implique dans les courses d'endurance en tant qu'actionnaire. En 2008, il intègre l'équipe française Signatech qui participe à l'European Le Mans Series pendant plusieurs années et qui participe également au championnat du monde d'endurance de la Fédération internationale de l'automobile (FIA). 
Son travail avec le constructeur de voitures de sport Alpine et son écurie Signatech Alpine lui permet de remporter les 24 Heures du Mans 2016 (catégorie LMP2), avec l'équipe de Gustavo Menezes, Nicolas Lapierre et Stéphane Richelmi.
En septembre 2017, Didier Calmels annonce qu'il veut participer à l'Indianapolis 500 en partenariat avec Schmidt Peterson Motorsports, avec Tristan Gommendy comme pilote, sous le nom de Calmels Sport. Cependant, l'engagement ne s'est pas concrétisé,.

## Crédit d'auteurs
- (de) Cet article est partiellement ou en totalité issu de l’article de Wikipédia en allemand intitulé « Didier Calmels » (voir la liste des auteurs).